# Billy Sands
Billy Sands (New York, 6 januari 1911 - Los Angeles, Californië, 27 augustus 1984) was een Amerikaans acteur en associate producer, met name bekend geworden dankzij tv-rollen en rolletjes in speelfilms.

## Filmografie
- Webster televisieserie - Harry (2 afl., 1983, 1984)
- The Jeffersons televisieserie - Mr. Johanssen (Afl., Laundry Is a Tough Town: Part 1, 1982)
- The Munster's Revenge (televisiefilm, 1981) - Shorty
- Serial (1980) - Bartender
- Laverne & Shirley televisieserie - Waldo (Afl., The Collector, 1980)
- High Anxiety (1977) - Customer
- The World's Greatest Lover (1977) - Guard
- Alice televisieserie - Larry (Afl., Mel's Cup, 1977)
- Baretta televisieserie - Morton Greenbaum (Afl., Think Mink, 1977)
- Raid on Entebbe (televisiefilm, 1977) - Mr. Goldbaum
- The Jeffersons televisieserie - Mechanic (Afl., Jefferson's Airplane, 1977)
- Rocky (1976) - Club Fight Announcer
- Laverne & Shirley televisieserie - Holms (Afl., Dear Future Model, 1976)
- Maude televisieserie - Mario (Afl., The Game Show, 1976)
- Big Eddie televisieserie - Monte 'Bang Bang' Valentine (Afl. onbekend, 1975)
- Lucas Tanner televisieserie - Bellhop (Afl., The Noise of Quiet Weekend, 1975)
- The Odd Couple televisieserie - Man in Subway (Afl., The Subway Story, 1974)
- The Odd Couple televisieserie - Mr. Bennick (Afl., New York's Oddest, 1974)
- Here's Lucy televisieserie - Billy (Afl., Meanwhile, Back at the Office, 1974)
- Happy Days televisieserie - Waiter (Afl., The Skin Game, 1974)
- The Harrad Experiment (1973) - Jack
- The Odd Couple televisieserie - Tailor (Afl., The Princess, 1972)
- Here's Lucy televisieserie - Mr. Larson (Afl., Lucy's Punctured Romance, 1972)
- All in the Family televisieserie - Man in bar (Afl., Gloria and the Riddle, 1972)
- Evil Roy Slade (televisiefilm, 1972) - Randolph Sweet
- All in the Family televisieserie - Man in the bar #2 (Afl., The Man in the Street, 1971)
- Love, American Style televisieserie - Rol onbekend (Afl., Love and the Fountain of Youth, 1971)
- The Odd Couple televisieserie - Roger (Afl., Being Divorced Is Never Having to Say I Do, 1971)
- Love, American Style televisieserie - Rol onbekend (Afl., Love and the Neglected Wife, 1971)
- Here's Lucy televisieserie - Mr. Orson (Afl., Lucy's Lucky Day, 1971)
- Ellery Queen: Don't Look Behind You (televisiefilm, 1971) - Rol onbekend (Niet op aftiteling)
- The Bill Cosby Special, or? (televisiefilm, 1971) - Reporter
- All in the Family televisieserie - Nick (Afl., Judging Books by Covers, 1971)
- How to Frame a Figg (1971) - Bowling alley manager
- Adam-12 televisieserie - Bartender (Afl., Log 25: Indians, 1970)
- The Reluctant Astronaut (1967) - Man mopping floor in film (Niet op aftiteling)
- McHale's Navy televisieserie - Harrison 'Tinker' Bell (1962-1966)
- McHale's Navy Joins the Air Force (1965) - Motor Machinist Mate Harrison 'Tinker' Bell
- McHale's Navy (1964) - Motor Machinist Mate Harrison 'Tinker' Bell
- Car 54, Where Are You? televisieserie - Rol onbekend (4 afl., 2 keer 1961, 2 keer 1962)
- The Phil Silvers Show televisieserie - Pvt. Dino Paparelli (3 afl., 1955, 1956, 1959)
- Keep in Step (televisiefilm, 1959) - Pvt. Dino Paparelli